# Pola de Allande
Pola de Allande (La Puela en asturien) est une commune (concejo aux Asturies) et une paroisses civiles (parroquia) de la commune d'Allande située dans la communauté autonome des Asturies en Espagne.

## Villages, hameaux  et lieux-dits
- Caleyo (Caleyu)
- Cereceda (Zreiceda)
- Cimadevilla (Cimalaviḷḷa)
- Colobredo (El Colobréu)
- El Mazo (El Mazu)
- Ferroy (Ferrói)
- Fresnedo (Freisnéu)
- La Reigada
- La Roza
- Peñablanca (Penablanca)
- Peñaseita (Penaseita)
- Pola de Allande (La Puela)
- Valbona
- Villafrontú (Viḷḷafrontú)